# Książę Leeds
Hrabiowie Danby 1. kreacji (parostwo Anglii)
- 1626–1644: Henry Danvers, 1. hrabia Danby

Hrabiowie Danby 2. kreacji (parostwo Anglii)
- 1674–1712: Thomas Osborne, 1. hrabia Danby

Książęta Leeds 1. kreacji (parostwo Anglii)
- dodatkowe tytuły: markiz Carmarthen, hrabia Danby, wicehrabia Latimer, wicehrabia Osborne, baron Osborne, baron Godolphin (od 1859 r.)
- 1694–1712: Thomas Osborne, 1. książę Leeds
- 1712–1729: Peregrine Osborne, 2. książę Leeds
- 1729–1731: Peregrine Hyde Osborne, 3. książę Leeds
- 1731–1789: Thomas Osborne, 4. książę Leeds
- 1789–1799: Francis Godolphin Osborne, 5. książę Leeds
- 1799–1838: George William Frederick Osborne, 6. książę Leeds
- 1838–1859: Francis Godolphin D’Arcy D’Arcy-Osborne, 7. książę Leeds
- 1859–1872: George Godolphin Osborne, 8. książę Leeds
- 1872–1895: George Godolphin Osborne, 9. książę Leeds
- 1895–1927: George Godolphin Osborne, 10. książę Leeds
- 1927–1963: John Francis Godolphin Osborne, 11. książę Leeds
- 1963–1964: Francis D’Arcy Godolphin Osborne, 12. książę Leeds